# 니보리촌 (오카야마현)
니보리촌(仁堀村)은 오카야마현 아카이와군에 있던 촌이다. 현재의 아카이와시에 해당한다.

## 역사
- 1889년 6월 1일 - 정촌제 시행에 수반해 아카사카군 가타세촌이 발족하였다.
- 1900년 4월 1일 - 이와나시군과 합병해 아카이와군에 소속되었다.
- 1956년 9월 30일 - 요시이정에 편입되었다.

## 교통

### 도로
- 국도 제484호선

## 참고문헌
- 和泉橋警察署 『新旧対照市町村一覧』第2冊（東京 ： 加藤孫次郎、1889（明22））
- 地名編纂委員会 『角川日本地名大辞典33 岡山県』（角川学芸出版、1989、ISBN 4040013301）